# Felsklippen im Werra-Meißner-Kreis
Felsklippen im Werra-Meißner-Kreis este o arie protejată (arie de protecție specială avifaunistică — SPA) din Germania întinsă pe o suprafață de 483,43 ha, integral pe uscat.

## Localizare
Centrul sitului Felsklippen im Werra-Meißner-Kreis este situat la coordonatele 51°14′50″N 10°02′32″E / 51.2472°N 10.0422°E.

## Înființare
Situl Felsklippen im Werra-Meißner-Kreis a fost declarat arie de protecție specială avifaunistică în noiembrie 2004 pentru a proteja 2 specii de animale.

## Biodiversitate
Situată în ecoregiunea continentală, aria protejată nu include niciun habitat protejat.
La baza desemnării sitului se află mai multe specii protejate de  păsări (2): buha (Bubo bubo), Falco peregrinus peregrinus.